# Рупп, Эмиль
Эмиль Рупп (фр. Émile Rupp, нем. Johann Friedrich Emil Rupp, 24 июля 1872, Фрайамт, Германская империя — 30 июля 1948, Страсбург, Франция) — эльзасский музыкант-органист, строитель органов, историк органостроения, значимая персона эльзасского органостроения.

## Биография

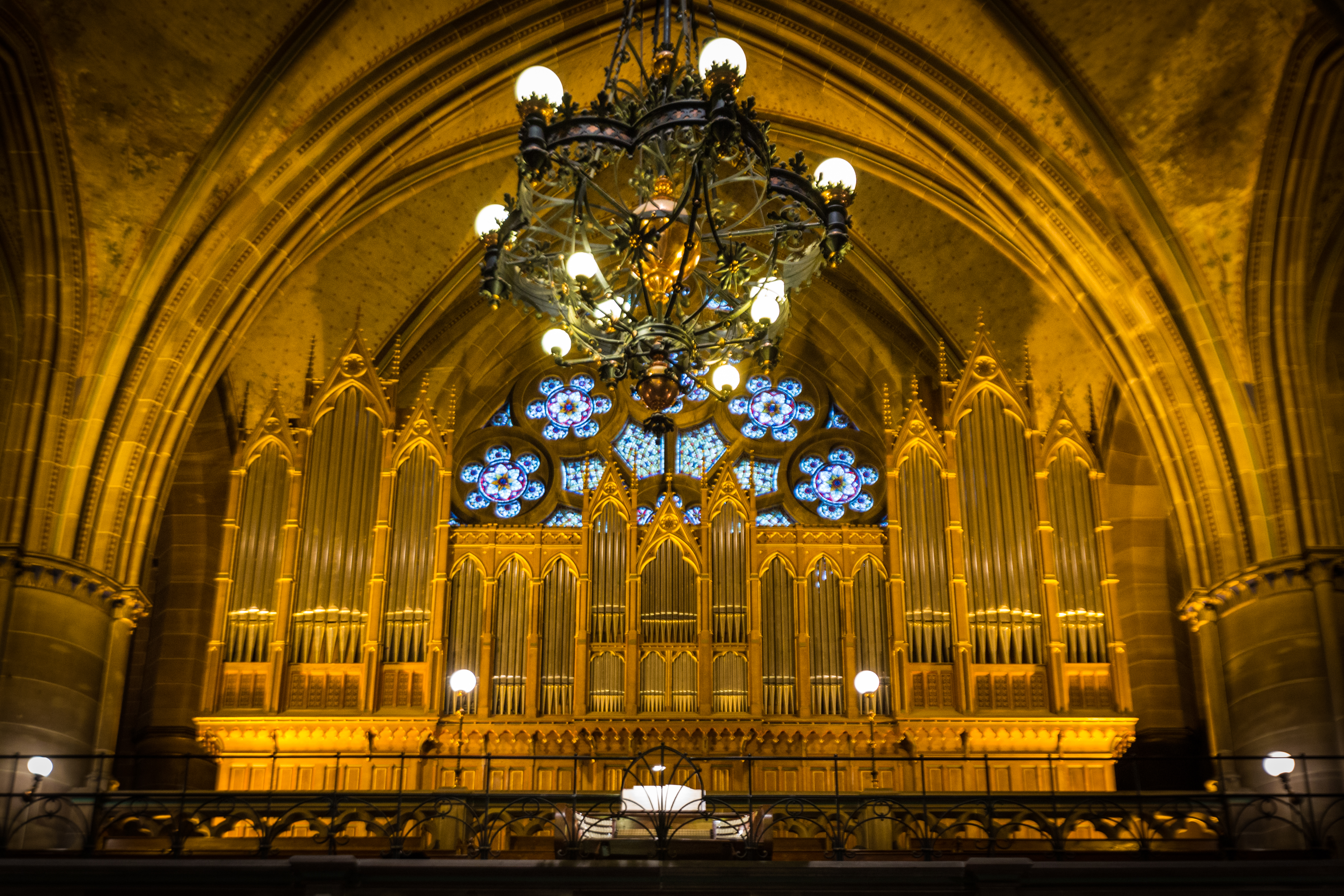
Большой орган Церкви Святого Павла в Страсбурге

Сын лютеранского пастора Иоганна Руппа, верхнеэльзасского происхождения, и француженки Эмили. В 1891 поступил в Страсбургскую консерваторию. Получил своё образование у Райнбергера в Мюнхене, где в 1894 получил медаль за композицию и контрапункт, и у Видора в Париже. Получил должность органиста собора Св. Павла в Страсбурге (1897—1937), где дал около 2000 концертов.

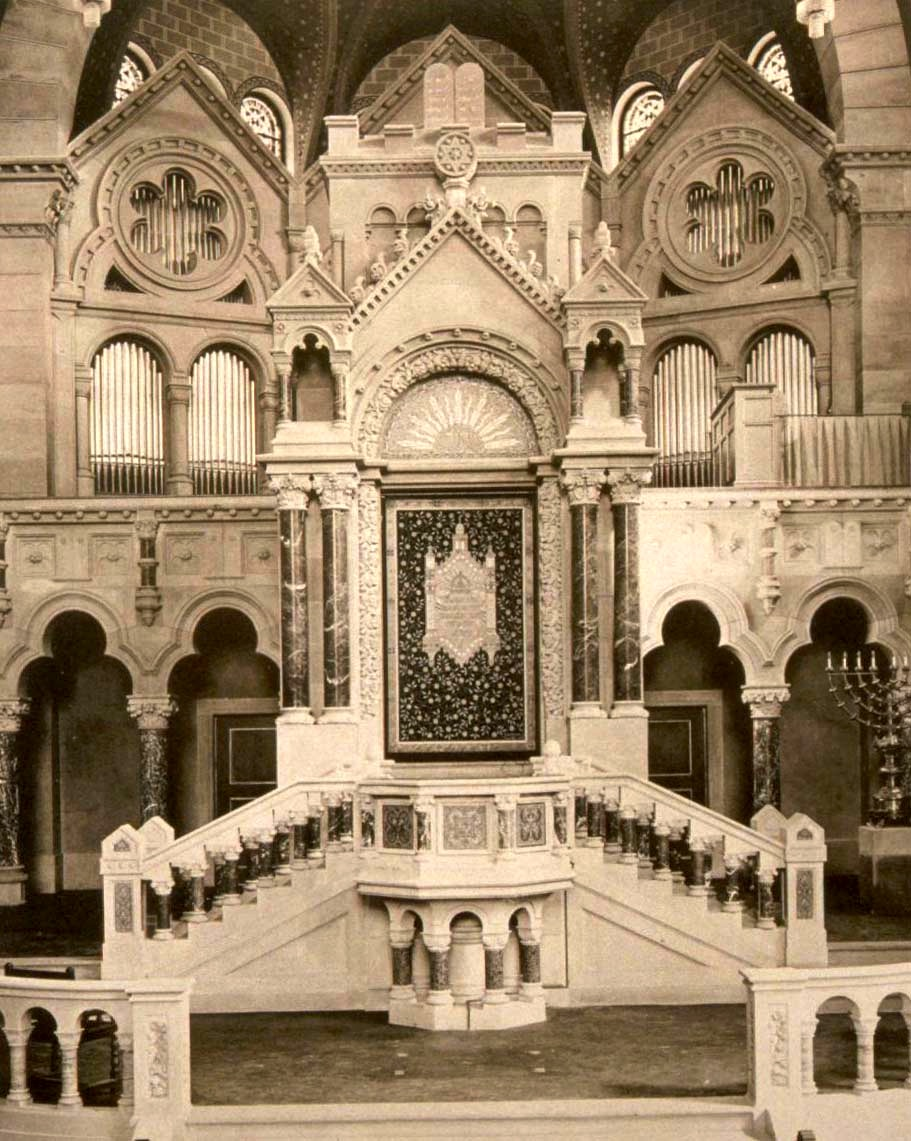
Большой орган страсбургской синагоги

В 1918 году получил французское гражданство. Между 1914 и 1939 годами также играл в Синагоге на набережной Клебер, сгоревшей в 1940 во время Второй мировой войны. Здесь он опробовал орган, построенный Рётингером в 1925. В 1940 иммигрировал на юг Франции, где до 1943 работал титулярным органистом Гран Тампль в Ниме. В 1945 вернулся в Страсбург, где умер в 1948 году.

## Реформистская деятельность
Эмиль Рупп участвовал в дебатах двух противоположных школ теории органостроения.
Вместе с Альбертом Швейцером участвовал в движении «эльзасских реформаторов» методов постройки органов в Эльзасе и Германии. Был в оппозиции к Адольфу Гесснеру, главному органисту Церкви Святой Марии в Страсбурге.

## Книги
- Die Entwicklungsgeschichte der Orgelbaukunst, Benzinger, Einsiedeln, 1929, 467 p. (репринт Georg Olms, 1981)
- Abbé Vogler als Mensch, Musiker und Orgelbautheoretiker unter besonderer Berücksichtigung des sog. «Simplificationssystems», Ungeheuer & Ulmer, Ludwigsburg, 1922.